# Chikkachowti, Sorab
Chikkachowti là một làng thuộc tehsil Sorab, huyện Shimoga, bang Karnataka, Ấn Độ.